# Nekrolog 2007
Nekrolog
◄◄
| ◄
| 2003
| 2004
| 2005
| 2006
| 2007 | 2008 | 2009 | 2010 | 2011 | ► | ►►
Januar |
Februar |
März |
April |
Mai |
Juni |
Juli |
August |
September |
Oktober |
November |
Dezember 
Weitere Ereignisse | Allgemeiner Nekrolog 2007
Die Beschreibung der verstorbenen Person sollte so kurz wie möglich gehalten sein und nur deren signifikante Tätigkeit(en) enthalten.
Neue Namen ggf. auch unter dem Geburts- und Sterbedatum, also etwa unter 1. Januar und im Geburts- und Sterbejahr (2024) eintragen (nur bei entsprechender großer Wichtigkeit). Für Beispiele siehe die schon vorhandenen Artikel.
Außerdem über die fünf zuletzt Verstorbenen, zu denen es einen ausreichend guten Artikel für eine Präsentation auf der Hauptseite gibt, nach der todesbedingten Überarbeitung der Artikel ggf. auch unter Wikipedia Diskussion:Hauptseite informieren und sie am besten auch in den anderen Wikipedia-Sprachversionen eintragen. Tipp: Regelmäßig bei news.google.de nach „ist tot“, „gestorben“ oder „verstorben“ suchen.
Wenn eine Person gestorben ist, gibt es viele Seiten zu dieser Person in der Wikipedia, die davon auch betroffen sind und entsprechend aktualisiert werden müssen. Beispiele: Namenübersichtsseite, Geburtsjahr, Geburtsort-Seiten und viele mehr.
Wie finde ich die betroffenen Seiten?
Im Suchfeld auf der linken Seite gibt man den Suchbegriff so ein: „Vorname Nachname“. Dann klickt man auf Volltext und alle Seiten mit entsprechendem Suchtext werden aufgerufen. Hier sieht man dann schnell, wo auch das Todesjahr Sinn macht oder sogar ein Teil des Artikels angepasst werden muss. Auch hilft das „Werkzeug“ auf der linken Seite sehr gut, um solche Seiten aufzufinden: „Links auf diese Seite“. Somit ist die Wikipedia wieder aktuell in allen Bereichen! Hinweis: bei Eintragung der Kategorie „Gestorben JAHR“ wird der Missbrauchsfilter 49 ausgelöst, was jedoch nicht schlimm ist. Siehe: Spezial:Missbrauchsfilter/49
Dies ist eine Liste von im Jahr 2007 verstorbenen bekannten Persönlichkeiten. Die Einträge erfolgen innerhalb der einzelnen Daten alphabetisch sortiert. Tiere sind im Nekrolog für Tiere zu finden.
Die Liste ist nach Monaten aufgeteilt:
- Nekrolog Januar 2007
- Nekrolog Februar 2007
- Nekrolog März 2007
- Nekrolog April 2007
- Nekrolog Mai 2007
- Nekrolog Juni 2007
- Nekrolog Juli 2007
- Nekrolog August 2007
- Nekrolog September 2007
- Nekrolog Oktober 2007
- Nekrolog November 2007
- Nekrolog Dezember 2007

## Datum unbekannt
| Arif Abd ar-Razzaq             | irakischer Politiker                                                     |  |
| Abd al-Hamid al-Bakkusch       | libyscher Politiker, Premierminister von Libyen (1967–1968)              |  |
| Karl Hans Bergmann             | deutscher Publizist                                                      |  |
| Birgir Andrésson               | isländischer Künstler                                                    |  |
| Jutta Bartus                   | deutsche Hörspiel- und Fernsehautorin, Lyrikerin und Erzählerin          |  |
| Gerd Bräutigam                 | deutscher Journalist und Mundartdichter                                  |  |
| Osvaldo Cacciatore             | argentinischer Militär, Bürgermeister von Buenos Aires                   |  |
| Rolf Caroli                    | deutscher Boxer                                                          |  |
| Frank Chase                    | US-amerikanischer Jazzmusiker                                            |  |
| Wadim Andrejewitsch Demjanenko | russischer Mathematiker                                                  |  |
| Gert Dieckmann                 | deutscher Neurochirurg                                                   |  |
| Petru Drăgan                   | rumänischer Chirurg, Mitglied der Rumänischen Akademie                   |  |
| Samuel Fedida                  | britischer Elektroingenieur                                              |  |
| Paulo Freitas da Silva         | osttimoresischer Politiker                                               |  |
| Ludwig Gebhard                 | deutscher Künstler                                                       |  |
| Hans-Joachim Geisthardt        | deutscher Komponist                                                      |  |
| Lothar Greil                   | österreichischer Publizist aus dem rechtsextremen Spektrum               |  |
| Ursula Greve                   | deutsche Portraitmalerin und Buchillustratorin                           |  |
| Thomas Grumme                  | deutscher Neurochirurg                                                   |  |
| Hannelore Hansch               | evangelische Theologin                                                   |  |
| Al Hendrickson                 | US-amerikanischer Jazz- und Studiomusiker                                |  |
| Gerda Henning                  | deutsche Malerin                                                         |  |
| Herbert                        | belgischer Comiczeichner                                                 |  |
| Horst Heß                      | deutscher Ringer                                                         |  |
| Kang Song-san                  | nordkoreanischer Politiker                                               |  |
| Mohammad Ali Khojastepour      | iranischer Ringer                                                        |  |
| Abdullah Kurschumi             | jemenitischer Politiker                                                  |  |
| Orlando Lagos                  | chilenischer Fotograf                                                    |  |
| Sigrid Laube                   | österreichische Schriftstellerin                                         |  |
| Fernand Luickx                 | belgischer Künstler                                                      |  |
| Wilhelm Maier-Solgk            | deutscher Zeichner und Illustrator                                       |  |
| James C. McCormick             | US-amerikanischer Raketentechniker                                       |  |
| Heinz Murach                   | deutscher Fußballtrainer                                                 |  |
| Paul Neidhart                  | Schweizer Gymnasiallehrer, Politiker und Sachbuchautor                   |  |
| Lilo Netz-Paulik               | deutsche Bildhauerin                                                     |  |
| Gerd Niepold                   | deutscher Offizier der Wehrmacht und Bundeswehr                          |  |
| Ogura Tsuneyoshi               | japanischer Karatemeister                                                |  |
| Josef Pacher                   | deutscher Forstwissenschaftler                                           |  |
| Jimmy Phipps                   | US-amerikanischer Jazz- und Rhythm-and-Blues-Musiker                     |  |
| Holger Potzern                 | deutscher Schauspieler, Theaterregisseur, Hörspiel- und Synchronsprecher |  |
| Michael Radloff                | deutscher Maler und Grafiker                                             |  |
| Gatja Helgart Rothe            | deutsche Künstlerin                                                      |  |
| Franz Ruisinger                | deutscher Jurist                                                         |  |
| Joseph Samaha                  | libanesischer Journalist                                                 |  |
| Ruth Schmitz-Ehmke             | deutsche Kunsthistorikerin                                               |  |
| Carl-Heinz Schmurr             | deutscher Politiker (SPD), MdBB                                          |  |
| Dieter Scholz                  | deutscher Operetten- und Opernsänger                                     |  |
| Rudolf Schomerus               | deutscher Jurist                                                         |  |
| Johannes Singer                | österreichischer römisch-katholischer Theologe                           |  |
| James F. Smurl                 | US-amerikanischer Theologe                                               |  |
| Alberto Soresina               | italienischer Komponist und Musikpädagoge                                |  |
| Karl Thewalt (Grafiker)        | deutscher Gebrauchsgrafiker und Hochschullehrer                          |  |
| Eleonore Freifrau von Tucher   | deutsche Geschäftsführerin und Senatorin (Bayern)                        |  |
| Wen Kezheng                    | chinesischer Sänger                                                      |  |
| Leni Yahil                     | israelische Historikerin                                                 |  |